# Papa Teodoro II
Teodoro II (Roma, 840 – Roma, fine dicembre 897 o primi di gennaio 898) è stato il 115º papa della Chiesa cattolica. Il suo pontificato, durato circa venti giorni, è il quinto pontificato più breve della storia della Chiesa cattolica.

## Biografia

### Origini
Teodoro, figlio di un tale Fozio (da non confondersi con Fozio di Costantinopoli) e fratello del vescovo Teodosio, era probabilmente originario della Grecia (anche se non si esclude che fosse nato a Roma).

### Un brevissimo pontificato
Fu eletto papa a dicembre dell'897, dopo che papa Romano (897), con tutta probabilità esponente della fazione filo-formosiana, fu deposto verosimilmente dai suoi stessi sostenitori nel mese precedente. Di Teodoro, il cui pontificato durò solamente 20 giorni, si sa che fu certamente un sostenitore di papa Formoso (891-896), in quanto fu in grado di convocare un sinodo nel quale, riconoscendo la validità delle ordinazioni fatte da Formoso, reinstaurò quegli ecclesiastici che erano stati allontanati dal ministero da Stefano VI.
Fece inoltre reinumare, nell'Antica basilica di San Pietro in Vaticano, il corpo di Formoso che, a seguito del "sinodo del cadavere", era stato gettato nel Tevere dalla furia del popolo romano e poi recuperato nei pressi di Ostia (si dice in modo miracoloso) da un monaco.
Non si hanno notizie in merito alla morte di Teodoro II, che avvenne tra la fine di dicembre dell'897 o ai primi di gennaio dell'898. Fu sepolto in San Pietro.